# Едита Морис
Едита Морис (на английски: Edita Morris) е американска писателка и политическа активистка от шведски произход.
Родена е като Едита Дагмар Емилия Тол на 5 март 1902 г. в Йоребру, Швеция, в семейството на Алма Пром-Мьолер и Рейнхолд Тол. Нейният баща е агроном, автор на книги за млекопроизводство и отглеждане на едър рогат добитък. Семейство Тол е известно в Швеция, дядото на Едита е бил генерал. Тя израства в Стокхолм като най-малката от 4 сестри. Когато е още дете, баща ѝ напуска семейството и емигрира в Англия.

## Биография
През 1925 г. Едита се омъжва за Айра Виктор Морис (1903-1972), журналист и писател. Баща му Айра Нелсън Морис е посланик на САЩ в Стокхолм; той подарява на младото семейство къща в селцето Нел-ла-Жилберд, на 60 км от Париж. Айра и Едита имат няколко къщи и пътуват много. По време на Втората световна война живеят в Съединените щати. Изявяват се като политически активисти, ангажирани с ядреното разоръжаване, противопоставят се на много от американските стратегии по време на Студената война.
Едита Морис започва литературната си кариера с разкази, публикувани в „Атлантик Мантли“, „Харпърс Базар“ и др. През 1943 г. издава първия си роман „Моят любим от Лъвовете“. През 1930-те и в началото на 1940-те години писателката споделя живота си с шведския художник Нилс фон Дардел, който умира в Ню Йорк през 1943 година. Тя присъства в много от картините му от периода след 1930 година.
Едита Морис е известна по света най-вече с романа си „Цветята на Хирошима“ (1959). Книгата е повлияна от преживяванията на сина ѝ Айвън Морис, по-късно известен японист, когато като офицер от разузнаването на военноморските сили на САЩ посещава Хирошима непосредствено след хвърлянето на атомната бомба. Книгата е преведена на 39 езика.
През 1978 г. Едита Морис публикува автобиографията си „Усмирителна риза“. През 1983 г. излиза вторият том от нея, „Седемдесетгодишна война“ (публикуван само на шведски, под заглавието „Sjuttioariga kriget“).
Заедно със своя съпруг, произхождащ от заможна фамилия, Едита Морис основава в Хирошима Дом за лечение и почивка на жертвите на бомбата. След нейната смърт е основана Хирошимската фондация за мир и култура „Едита и Айра Морис“, известна като Фондация „Хирошима“. Целта на фондацията е да подкрепя усилията в културната сфера, насочени към установяване и поддържане на мира. Фондацията присъжда награди на културни дейци, допринасящи за диалога, разбирателството и умиротворяването в конфликтни региони.

## Произведения
Романи
- 1943, „Моят любим от Лъвовете“ (My darling from the Lions)
- 1959, „Цветята на Хирошима“ (The Flowers of Hiroshima)
- 1978, „Усмирителна риза“ – автобиография

|  | Тази страница частично или изцяло представлява превод на страницата Edita Morris в Уикипедия на английски. Оригиналният текст, както и този превод, са защитени от Лиценза „Криейтив Комънс – Признание – Споделяне на споделеното“, а за съдържание, създадено преди юни 2009 година – от Лиценза за свободна документация на ГНУ. Прегледайте историята на редакциите на оригиналната страница, както и на преводната страница, за да видите списъка на съавторите. ВАЖНО: Този шаблон се отнася единствено до авторските права върху съдържанието на статията. Добавянето му не отменя изискването да се посочват конкретни източници на твърденията, които да бъдат благонадеждни. |